# Rio Bărăști
O Rio Bărăşti é um rio da Romênia afluente do Rio Boz, localizado no distrito de Hunedoara.